# Fun Gallery
La Fun Gallery est une galerie d'art new-yorkaise des années 1980 créée par l'actrice Patti Astor et par un de ses amis, Bill Stelling.
Située au 229 East 11th Street (East Village, Manhattan) dans un petit local commercial dont disposait Stelling, la Fun Gallery est un des premiers lieux à avoir exposé des graffiti-artists : Kenny Scharf (qui a trouvé le nom de la galerie), Fab Five Freddy, Futura 2000, Dondi White, Lee Quinones, Lady Pink, Zephyr, Rammellzee, etc. Jean-Michel Basquiat y expose en novembre 1982,.
Ouverte en 1981, la Fun Gallery a fermé en 1985 ; durant ces quatre années, son intense activité a eu un impact international sur la reconnaissance du graffiti en tant que forme artistique à part entière.